# 에두아르도 칵
에두아르도 칵(Eduardo Kac, 1962년 ~ )은 바이오 아티스트이다. 미술작품에 유전학과 세포생물학에서 사용하는 생물공학기술을 차용하고 이를 바이오아트라고 명명했다. 그는 이에 대해 '세상 어디에도 없는 살아 있는 존재를 창조해내기 위해, 합성 유전자를 생체에 이식하거나 한 종에서 다른 종으로 자연 유전 물질을 이식하는 유전공학 기술에 근거한 새로운 형태의 미술'이라고 말했다.

## 작품 소개

### Genesis
"Genesis"는 Ars Electronica 99의 의뢰로 1999년 9월 4일부터 19일까지 Linz의 O.K. Center for Contemporary Art에서 전시되었다.
Genesis는 생물학, 신념 체계, 정보 기술, 대화 상호 작용, 윤리 및 인터넷 간의 복잡한 관계를 탐구하는 유전자 변형 예술 작품이다. 작품의 핵심요소는 '작가의 유전자'로 칵 본인이 성서 창세기의 한 문장을 모스부호로 번역하고 모스부호를 특별히 변환 원리에 따라 DNA 염기쌍으로 변환하여 만든 합성 유전자이다.
이때 사용된 문장은 "사람이 바다의 고기와 공중의 새와 땅에 움직이는 모든 생물을 다스리라(Let man have dominion over the fish of the sea, and over the fowl of the air, and over every living thing that moves upon the earth)"이며, 이는 자연에 대한 인간의 우월성에 대한 모호한 개념을 의미하는 바를 위해 선택되었다. 모스 부호가 선택된 이유는 전파 전신 사용의 첫 번째 예시인 모스 부호가 정보화 시대의 여명, 즉 글로벌 통신의 기원을 나타내기 때문이다.
Genesis 유전자가 박테리아에 통합되어 갤러리에 전시되었다. 웹상의 참가자들은 갤러리의 자외선을 켜서 박테리아에 실제 생물학적 돌연변이를 일으킬 수 있다. 이것은 박테리아의 성경 문장을 바뀌게 했다. 쇼가 끝난 후 박테리아의 DNA는 다시 모스 부호로 번역된 다음 다시 영어로 번역되었다. DNA에서 일어난 돌연변이는 성경의 원문을 바꾸었고, 변형된 문장이 genesis 웹사이트에 게시되었다. 작품의 맥락에서 문장을 바꾸는 능력은 상징적인데, 그것은 우리가 그것을 물려받은 형태로 그 의미를 받아들이지 않으며, 우리가 그것을 바꾸려고 노력할 때 새로운 의미가 나타난다는 것을 의미한다.

### GFP Bunny
2000년에 만들어진 "GFP Bunny"는 녹색 형광 토끼(Alba라고 명명)의 생성, 프로젝트에서 생성된 공개 대화 및 토끼의 사회적 통합으로 구성된 유전자 변형 작품이다.
칵은 분자 생물학을 통해 해파리의 발광 단백질과 토끼 DNA를 결합하여 푸른 빛 아래에서 녹색으로 빛나는 토끼를 생산했다. 칵의 예술은 문자 그대로 새로운 생물학적 생명의 창조를 기반으로 한다. 칵은 트랜스제닉 예술이 "이렇게 만들어진 생명을 존중하고, 양육하고, 사랑하기 위한 세심한 주의와 헌신으로" 만들어져야 한다고 설명한다.

### 다른 작품
이외에도 The Eighth Day (2001), Move 36 (2002/04), Specimen of Secrecy about Marvelous Discoveries (2004/06), Natural History of the Enigma (2003/08) 등의 작품이 있다.

## 같이 보기
- 바이오아트

- 테마현대미술노트: 유전자변형이 예술이 될 때

- 해외 Eduardo Kac